# Pavlovs huis

Pavlovs huis (Russisch: дом Павлова; dom Pavlova) was een gefortificeerd appartementencomplex tijdens de Slag om Stalingrad. Het appartementencomplex werd van 27 september tot 25 november 1942 (60 dagen) bezet door een peloton, bestaande uit 25 Sovjet-soldaten van de 13e Garde Divisie. De eerste vijf dagen was dit onder leiding van sergeant Jakov Pavlov, daarna onder leiding van luitenant I.F. Afanasjev.

## Verdedigers
| Persoon             | Rang             | Wapen           | Nationaliteit |
| ------------------- | ---------------- | --------------- | ------------- |
| Pavlov, J.F.        | Sergeant         | PPSh-41         | Russisch      |
| Gloesjtsjenko, V.S. | Junior Sergeant  |                 | Oekraïens     |
| Aleksandrov, A.P.   | Gardeschutter    |                 | Russisch      |
| Tsjernogolov, N.J.  | Soldaat          |                 | Russisch      |
| Afanasjev, I.F.     | Luitenant        |                 | Russisch      |
| Tsjernysjenko, A.N. | Junior Luitenant | Mortier         | Russisch      |
| Sobgaida, A.A.      | Sergeant         |                 | Oekraïens     |
| Voronov, I.V.       | Soldaat          |                 | Russisch      |
| Chait, I.J.         | Soldaat          |                 |               |
| Dovzjenko, P.I.     | Soldaat          |                 | Oekraïens     |
| Gridin, T.I.        | Soldaat          | Mortier         | Russisch      |
| Ivasjtsjenko, A.I.  | Soldaat          |                 | Oekraïens     |
| Kiseljov, V.M.      | Soldaat          |                 | Russisch      |
| Mosjasjvili, N.G.   | Soldaat          |                 | Georgisch     |
| Romazanov, F.Z.     | Soldaat          | Panzerbüchse 39 | Tataar        |
| Sarajev, V.K.       | Soldaat          |                 | Russisch      |
| Svirin, I.T.        | Soldaat          |                 | Russisch      |
| Bondarenko, M.      | Soldaat          |                 | Russisch      |
| Demtsjenko, P.      | Soldaat          |                 | Oekraïens     |
| Moerzajev, T.       | Soldaat          | Panzerbüchse 39 | Kazachs       |
| Toerdiejev, A.      | Soldaat          | Panzerbüchse 39 | Oezbeeks      |
| Toergoenov, K.      | Soldaat          |                 | Tadzjieks     |
| Sjkoetarov          | Soldaat          |                 | Tataar        |
| Soekba              | Soldaat          |                 | Abchazisch    |
| Stepanosjvili       | Soldaat          |                 | Georgisch     |

## Hedendaags
Na de slag werd het appartementencomplex herbouwd, waarbij op de oostelijke buitenmuur een monument werd geplaatst, bestaande uit opgeraapte bakstenen van het originele gebouw. Op het monument staat de tekst: "In dit huis verenigden militaire en arbeidsheldendaden zich."

## Hedendaagse media
- In het computerspel Call of Duty zit een singleplayerlevel waarbij de speler, als een dienstplichtige Russische boer, deel moet nemen aan de verovering en verdediging van het appartementencomplex. De pelotonleider van de speler draagt ook de naam Sgt. Pavlov. In het spel zit ook een multiplayerlevel met als basis het appartementencomplex (mp_pavlov).
- In de eerste versies van de Red Orchestra: Combined Arms-modificatie voor het spel Unreal Tournament 2004 zit een missie waarbij een team als Sovjetsoldaten en een team als Wehrmachtsoldaten het tegen elkaar opneemt om het appartementencomplex in bezit te krijgen. In Red Orchestra 2: Heroes of Stalingrad uit 2011 zit een multiplayermap dat over de slag om Pavlovs Huis gaat.